# 大沢可直
大沢 可直（おおさわ よしなお、1950年 - ）は、東京都出身の指揮・編曲家。
桐朋学園卒業。斉藤秀雄指揮教室にて高階正光に師事する。また渡米しウォルター・レッグに師事し、カラヤンの影響が感じられる。吉田正の楽曲を交響組曲として編曲した東京シンフォニーシリーズが有名。吉田正記念オーケストラ初代終身音楽監督。

## 略歴
- 1977年 シンガポール・フォルハーモニック初代音楽監督就任
- 1989年 アンカラ芸術祭出演
- 1995年 イズミール交響楽団名誉首席指揮者就任